# Erick Marcus
Erick Marcus dos Santos Oliveira do Carmo dit Erick Marcus, né le 1er mars 2004 à Rio de Janeiro au Brésil, est un footballeur brésilien qui évolue au poste d'ailier gauche au Ludogorets Razgrad.

## Biographie

### En club
Né à Rio de Janeiro au Brésil, Erick Marcus est notamment formé par Vasco da Gama, qu'il rejoint en 2016. Le 12 janvier 2023, il prolonge avec son club formateur jusqu'en décembre 2027.
Marcus fait sa première apparition en professionnel le 2 février 2023, lors d'une rencontre de Campeonato Carioca face au Resende FC (en). Il entre en jeu à la place d'Alex Teixeira et son équipe s'impose par cinq buts à zéro. Le 24 février suivant il inscrit son premier but en professionnel, à l'occasion d'un match de coupe du Brésil contre le Trem Desportivo Clube. Titularisé ce jour-là, il ouvre le score et participe à la victoire des siens (0-4 score final),.
Il joue son premier match de Brasileirão, la première division brésilienne, contre l'EC Bahia le 2 mai 2023. Il entre en jeu à la place de Gabriel Pec et son équipe s'incline (0-1 score final). Erick Marcus inscrit son premier but dans le Brasileirão le 12 mai 2023, contre le Coritiba FC. Buteur après son entrée en jeu, il permet à son équipe de faire match nul (1-1 score final).

## Palmarès
Ludogorets Razgrad
- Championnat de Bulgarie (1) :
  - Champion : 2024-2025.